# ロレッタ (曲)
「ロレッタ」は、日本のバンド音速ラインの10枚目のシングルである。2008年6月11日発売。発売元はユニバーサルミュージック/NAYUTAWAVE RECORDS。

## 概要
- PV監督は川村ケンスケ。

## 収録曲
1. ロレッタ(3:31)
作詞・作曲：藤井敬之、編曲：音速ライン
2. 素晴らしい世界(3:29)
作詞・作曲：藤井敬之、編曲：音速ライン

## 収録アルバム

### ロレッタ
- オリジナル『風恋花凛』（2008年10月22日）
- ベスト『おとし玉〜ベリー ベスト オブ 音速ライン』（2009年1月14日）

### 素晴らしい世界
- ベスト『風味絶佳〜音速ライン レア・トラック集〜』（2009年12月16日）